# Castello di Gemen

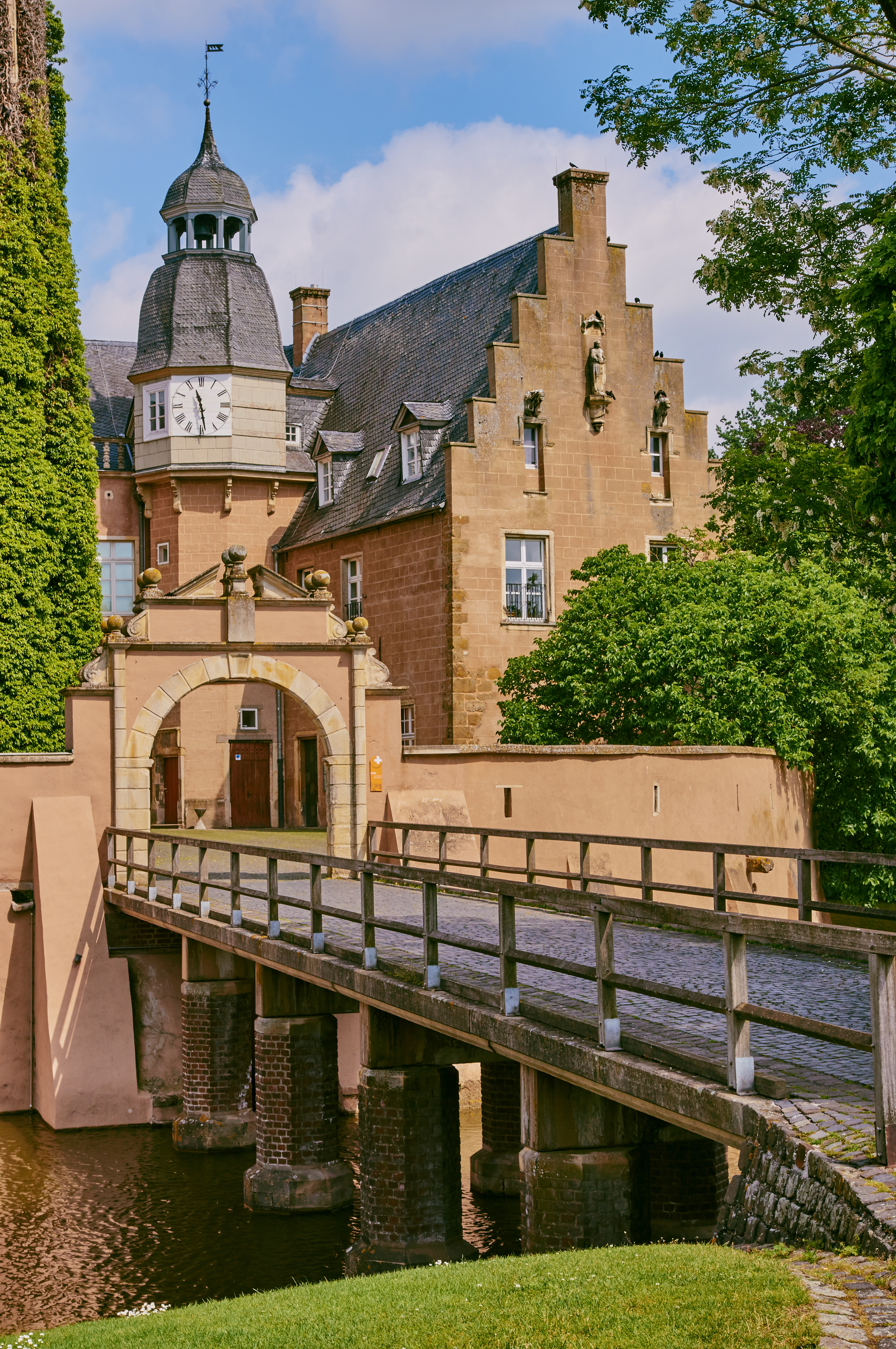
Ingresso del castello di Gemen

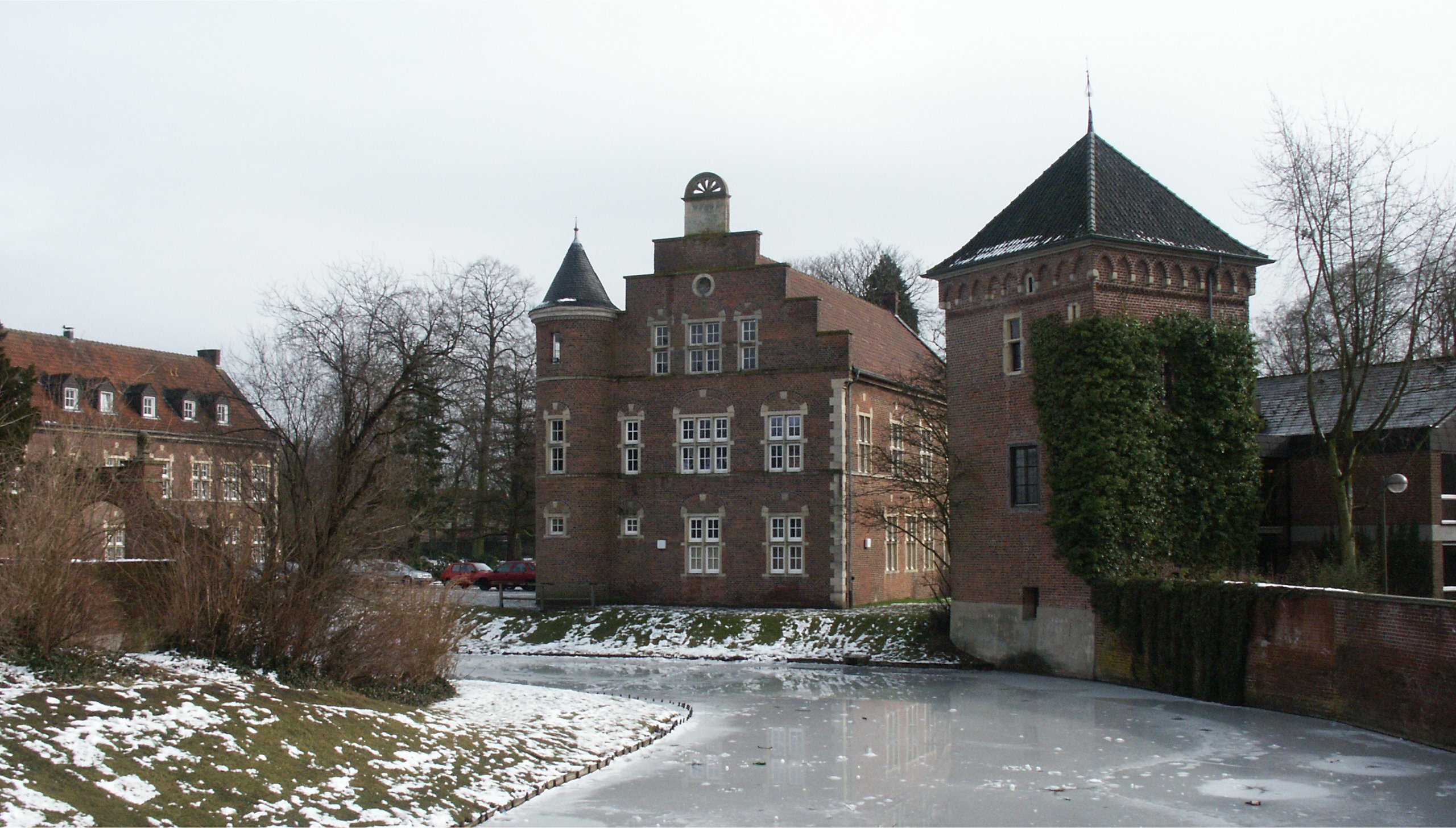
Un'ala del castello in inverno

Il castello di Gemen (in tedesco: Wasserburg Gemen o semplicemente Burg Gemen o anche Schloss Gemen) è un castello sull'acqua della frazione tedesca di Gemen (comune di Borken), nella regione del Münsterland (Renania Settentrionale-Vestfalia, Germania nord-occidentale), costruito tra la fine del XIII secolo e il XIV secolo per volere dei signori di Gemen e modificato nel corso del XVII secolo e trasformato nel 1682 in un palazzo barocco.
L'edificio, di proprietà della famiglia Von Landsberg-Velen e Gemen è diventato uno dei più grandi centri formativi cattolici della Germania.

## Storia
In origine, si ergeva in loco un motte e bailey in legno, menzionato per la prima volta nel 982. Nel 1280, il motte e bailey venne sostituito da una fortezza, fatta costruire dai signori di Gemen: la nuova struttura venne realizzata in arenaria gialla e rossa e aveva un muro di cinta della lunghezza di 25 metri e dello spessore di 2 metri.
Nel corso del XIV secolo, Enrico III von Gemen e sua moglie Katharina von Bronckhorst fecero ampliare l'edificio, che divenne una fortezza a quattro piani.
Nel XVI secolo, il castello venne ereditato da Jobst II. von Holstein-Schaumburg e Sternberg, nipote di Guglielmo d'Orange, che impose alla popolazione locale la dottrina protestante.
In seguito, nel 1568, il castello venne assediato dalle truppe spagnole, composte da circa 12.000 uomini e guidate da don Fernando Álvarez de Toledo y Pimentel, duca di Alba. Nel corso della guerra dei trent'anni (1618-1648), l'edificio, a differenza di altri castelli della zona, non subì gravi danni grazie a Jobst Enkel Jobst Hermann.
Alla fine del XVII secolo, segnatamente nel 1682, il nuovo proprietario del castello Hermann Otto II. von Limburg-Styrum una parte della fortezza originaria, trasformandola in un edificio in stile barocco.
Dopo che nel 1806 era cessata l'immediatezza imperiale della signoria di Gemen, Il 24 maggio 1822, il castello di Gemen venne acquistato dal barone Johann Ignatz Franz von Landsberg-Velen, in seguito nominato conte nel 1840 dall'imperatore Federico Guglielmo IV di Prussia.
In seguito, nel 1882, alcune parti del castello vennero rimodellate in stile neorinascimentale.
Nel 1946, l'edificio venne dato in affitto dalla famiglia Von Landsberg-Velen e Gemen al vescovo di Münster Clemens August Graf von Galen, che ne fece un centro educativo e formativo per i giovani. Il centro conta circa 42.000 pernottamenti l'anno.

## Leggende
Secondo la leggenda, il castello di Gemen sarebbe abitato da un fantasma di sesso femminile di nome Cordula.